# Internationales Sklavereimuseum

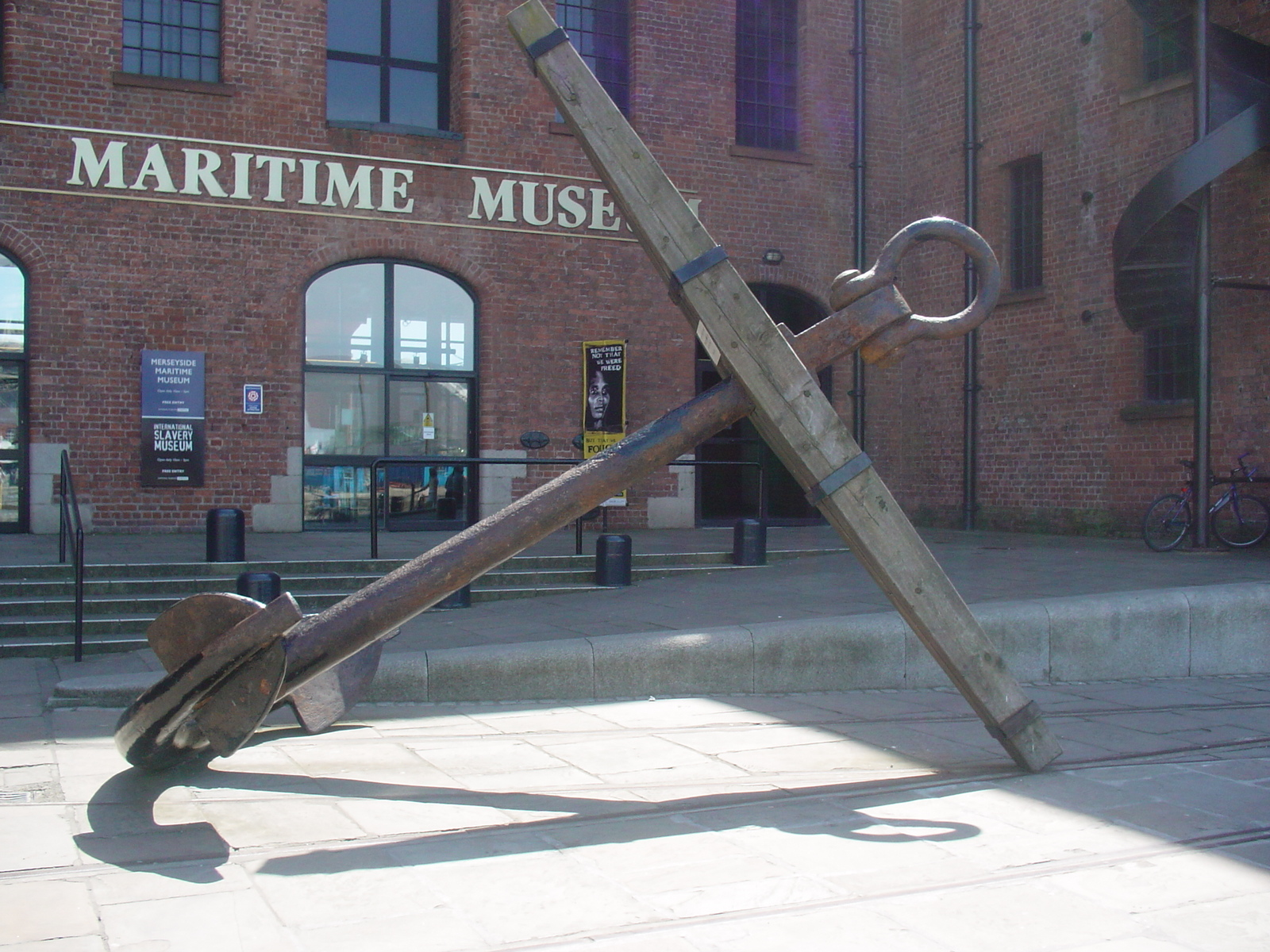
Haupteingang zum Museum

Das Internationale Sklavereimuseum (International Slavery Museum)  in Liverpool eröffnete 2007 als Sklavereimuseum mit dem Ausstellungsschwerpunkt auf die Versklavung von westafrikanischen Menschen. Das Museum ist Teil der National Museums Liverpool.
Das 1980 eröffnete Merseyside Maritime Museum widmete einen Teil seiner Ausstellung dem Sklavenhandel. Im Jahr 2007 wurde zum zweihundertsten Jahrestag der Abschaffung des Sklavenhandels (Slave Trade Act 1807) im Vereinigten Königreich daraus das Internationale Sklavereimuseum. Das Museum konzentriert sich auf den transatlantischen Sklavenhandel und seine Folgen. Ausgehend von den westafrikanischen Kulturen über die furchtbaren Schiffspassagen werden die Verhältnisse in Nord-, Mittel- und Südamerika beschrieben. Neben dem Bemühen um die Abschaffung der Sklaverei werden auch die zeitgenössischen rassistischen Stereotypen thematisiert.
Die Eröffnung des Museums erfolgte am 23. August 2007, am jährlich begangenen Internationalen Tag zur Erinnerung an den Sklavenhandel und an seine Abschaffung.
2019 wurde das Internationale Sklavereimuseum von rund 397.000 Personen besucht. 2024 betrug die Besucherzahl etwa 166.000 Personen.

## Weblink
- Homepage des Museums